# Jaime Orpis
Jaime Antonio Orpis Bouchon (Santiago, 16 de septiembre de 1956) es un abogado y político chileno. Fue militante de la Unión Demócrata Independiente (UDI) hasta 2016, y diputado entre 1990 y 2002 (reelegido en 1993 y 1997) y senador entre 2002 y 2018 por la Región de Tarapacá.
Durante su período como senador, Orpis recibió más de 233 millones de pesos por parte de la empresa Corpesca a cambio de favorecer sus intereses en el Congreso. El caso salió a la luz y por esta razón en abril de 2016 fue desaforado y dos meses después arrestado por delitos tributarios y de cohecho, en lo que se conoció como el «caso Corpesca». El 16 de abril de 2021, fue condenado a 5 años y un día de prisión efectiva por seis delitos de fraude al fisco y cohecho junto a la exdiputada Marta Isasi. Sin embargo, no alcanzó a cumplir su pena, y en mayo de 2023 la Corte de Apelaciones de Santiago lo dejó con libertad condicional.

## Familia y estudios
Hijo de Antonio Segundo Orpis Birchmeir y Olga Emilia Bouchon González, realizó sus estudios primarios y secundarios en el The Grange School, desde donde egresó en 1974.
Estudió en la Facultad de Derecho de la Pontificia Universidad Católica de Chile, donde fue designado en 1981, en medio del período de la dictadura militar, presidente del Centro de Alumnos, y al año siguiente, presidente de la Federación de Estudiantes de la Universidad Católica de Chile (FEUC). Se tituló de abogado en junio de 1985.
Está casado con Ana Luisa Jouanne Langlois, con quien tiene tres hijos.

## Carrera política

### Inicios y alcalde
Una vez egresado, perteneció a la comisión responsable de formar la nueva municipalidad de San Joaquín, zona que hasta entonces pertenecía a la comuna de San Miguel.
Tras eso fue designado alcalde de San Joaquín entre 1987 y 1989. Durante su gestión como edil inició un programa de asignación de casas a los allegados críticos, renovó completamente la infraestructura de salud existente, habilitando el consultorio de Sor Teresa de Los Andes y renovando el de San Joaquín. En el ámbito educacional, en su administración incorporó un sistema computacional en la mitad de los colegios municipales e implementó multitalleres en la enseñanza básica. Fundó la «Casa del Pequeño Empresario» e introdujo un sistema de administración municipal integral apoyado por computadores.

### Diputado
En 1989 fue elegido diputado para el período 1990-1994, por el distrito 25: San Joaquín, Macul y La Granja, con el 21,83 % de los votos, correspondiente a 42 733 votos.
Fue reelecto en 1993 con el 27,17 % de los votos, correspondiente a 49 538 votos. 
En 1997 es nuevamente reelecto con el 29,51 %, equivalente a 44 878 sufragios.

### Senador
En 2001 fue elegido Senador de la República por la I Región de Tarapacá para el período 2002-2010, con el 24,65 %, equivalente a 38 093 votos. 
En 2009 es reelecto senador por la misma circunscripción, con un 33,47 %, equivalente a 54 977 votos.

### Desafuero parlamentario
En 2016, Orpis fue desaforado para ser investigado por delitos cometidos por el caso Corpesca, los cuales finalmente fueron comprobados.

## Otras actividades
Actualmente[actualizar] es Presidente Honorario de la Corporación La Esperanza y se caracteriza por tener una posición prohibicionista contra las drogas.

## Caso Corpesca
Desde abril de 2015 Orpis fue investigado por la fiscalía en relación con el denominado «caso Corpesca», por la presunta emisión de boletas ideológicamente falsas por montos que en total ascenderían a $ 230 millones. El parlamentario fue desaforado, en primera instancia, el 14 de enero de 2016 por cuatro delitos: cohecho, fraude al Fisco, delitos tributarios y lavado de activos. Días antes había renunciado a la Unión Demócrata Independiente luego de reconocer el financiamiento irregular de sus campañas políticas.
El 29 de abril de 2016, el pleno de la Corte Suprema ratificó el desafuero tras confirmar tres de los cuatro delitos antes mencionados: cohecho, fraude al Fisco y delitos tributarios  (estos dos últimos no habiendo sido apelados por la defensa). El 6 de junio, el tribunal le decretó arresto domiciliario total y arraigo nacional, medida cautelar que diez días después fue modificada por la novena sala de la Corte de Apelaciones de Santiago por prisión preventiva. El 27 de julio, tras más de cuarenta días de prisión, se le dio una rebaja cautelar, volviendo al arresto domiciliario total y arraigo.
El 17 de mayo de 2017, la Corte de Santiago amplió el desafuero de Jaime Orpis por fraude tributario, fraude al fisco y cohecho, de modo que debió continuar con su arresto domiciliario.
El 2 de diciembre de 2020, el Tercer Tribunal Oral en lo Penal de Santiago lo declaró culpable de seis delitos de fraude al fisco y dos delitos de cohecho. En tanto, lo absolvió de los delitos tributarios que le imputaban, ya que el Servicio de Impuestos Internos no perseveró en su querella. Finalmente, el 16 de abril de 2021 fue condenado a 5 años y un día de prisión efectiva. La sentencia fue confirmada por la Corte de Apelaciones de Santiago en noviembre de 2021. La defensa de Orpis también presentó un recurso de apelación en contra de la sentencia que determinó la aplicación de penas efectivas de presidio en su contra, el que fue desestimado por la Corte de Apelaciones de Santiago en enero de 2022.
Cumplió la pena de prisión en el Anexo Penitenciario Capitán Yáber hasta mayo de 2023, cuando la Corte de Apelaciones de Santiago acogió un recurso de amparo interpuesto por su defensa y dejó sin efecto una resolución de la Comisión de Libertad Condicional que había rechazado su solicitud de acceder a ese beneficio.

## Historial electoral

### Elecciones parlamentarias de 1989
- Elecciones parlamentarias de 1989, para el Distrito 25, La Granja, Macul y San Joaquín[22]

### Elecciones parlamentarias de 1993
- Elecciones parlamentarias de 1993, para el Distrito 25, La Granja, Macul y San Joaquín[23]

### Elecciones parlamentarias de 1997
- Elecciones parlamentarias de 1997, para el Distrito 25, La Granja, Macul y San Joaquín[24]

### Elecciones parlamentarias de 2001
- Elecciones Parlamentarias de 2001, para la Circunscripción 1, Tarapacá..[25]

### Elecciones parlamentarias de 2009
- Elecciones parlamentarias de 2009 para la Circunscripción 1, Región de Tarapacá-Arica y Parinacota.[26]